# Migas taierii
Espèce
Migas taierii est une espèce d'araignées mygalomorphes de la famille des Migidae.

## Distribution
Cette espèce est endémique de Nouvelle-Zélande.

## Publication originale
- Todd, 1945 : Systematic and biological account of the New Zealand Mygalomorphae (Arachnida). Transactions and Proceedings of the Royal Society of New Zealand, vol. 74, p. 375-407 (texte intégral).